# Aarhus Bugt
Die Aarhus Bugt (deutsch Aarhusbucht) ist ein etwa 150 km² großes Gewässer im südwestlichen Kattegat, das vor der ostjütischen Großstadt Aarhus liegt. 
Im Norden grenzt es mit den Buchten Kalø Vig und Begtrup Vig an die Halbinseln Skødshoved und Helgenæs, die beide Teile der Landschaft Mols im südlichen Djursland sind. Im Südosten liegt die Grenze bei der Sandbank Mejl Flak und den Inseln Samsø und Tunø. Das nördliche Ende der Ost-West-Durchfahrt zwischen Mols und Samsø bzw. Tunø wird durch den Leuchtturm Sletterhage Fyr am südlichsten Punkt von Helgenæs markiert. Im Westen erstreckt sich die Bucht bis zum Norsminde Fjord bei Norsminde.
Die Bucht erreicht Tiefen bis zu 50 Meter, die sich vor allem dicht an der Steilküste südlich von Aarhus befinden. An der Küste im Süden bei Norsminde und nördlich des Aarhuser Stadtteils Risskov sind Badestrände, denen sich Sommerhaussiedlungen anschließen.
Der größte Hafen an der Bucht ist der Aarhus Havn, der zugleich der zweitgrößte Hafen und der größte Containerhafen Dänemarks ist. Er entstand an dem in die Bucht fließenden, rund 40 km langen Wasserlauf Aarhus Å.

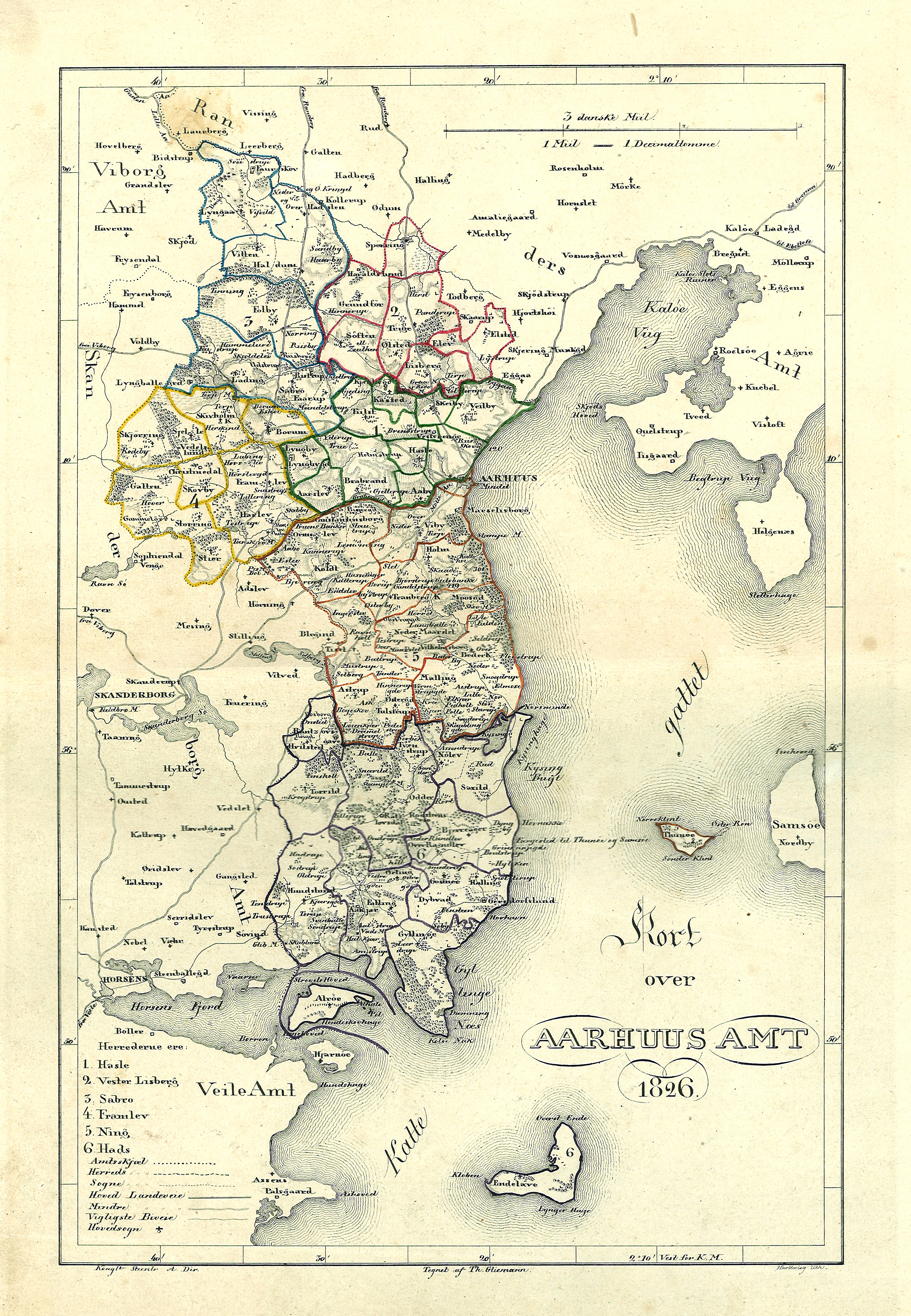
Die Århusbucht auf einer Karte des Århus Amt von 1826
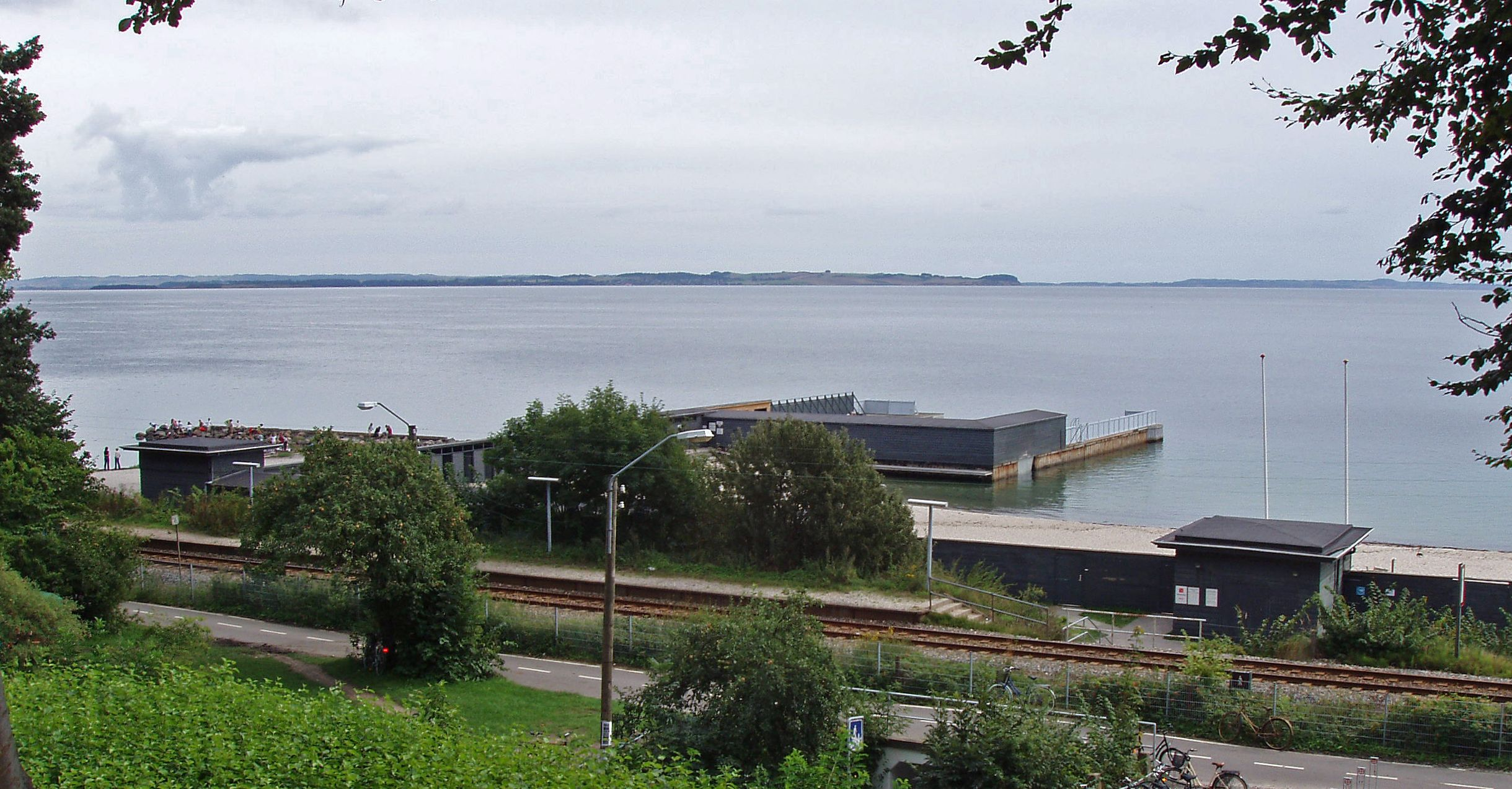
Blick vom Wald Riis Skov mit den Halbinseln Skødshoved und Helgenæs im Hintergrund
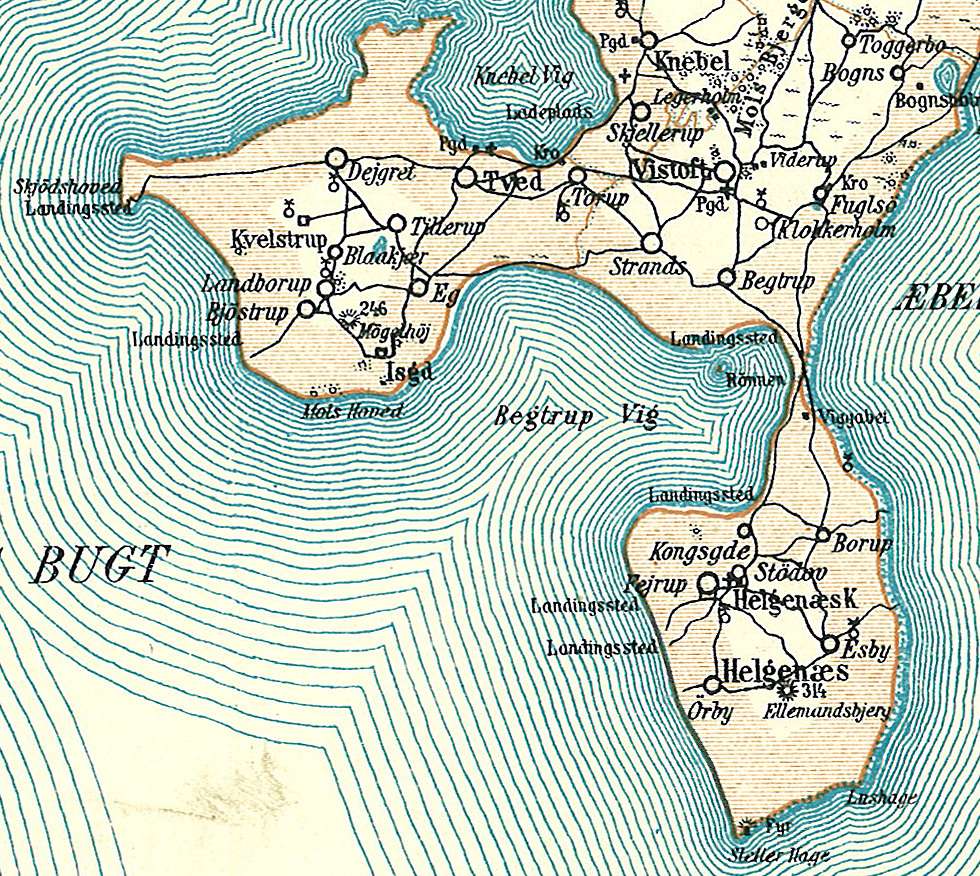
Die Bucht Begtrup Vig mit den Halbinseln Skødshoved und Helgenæs am Nordufer der Århusbucht
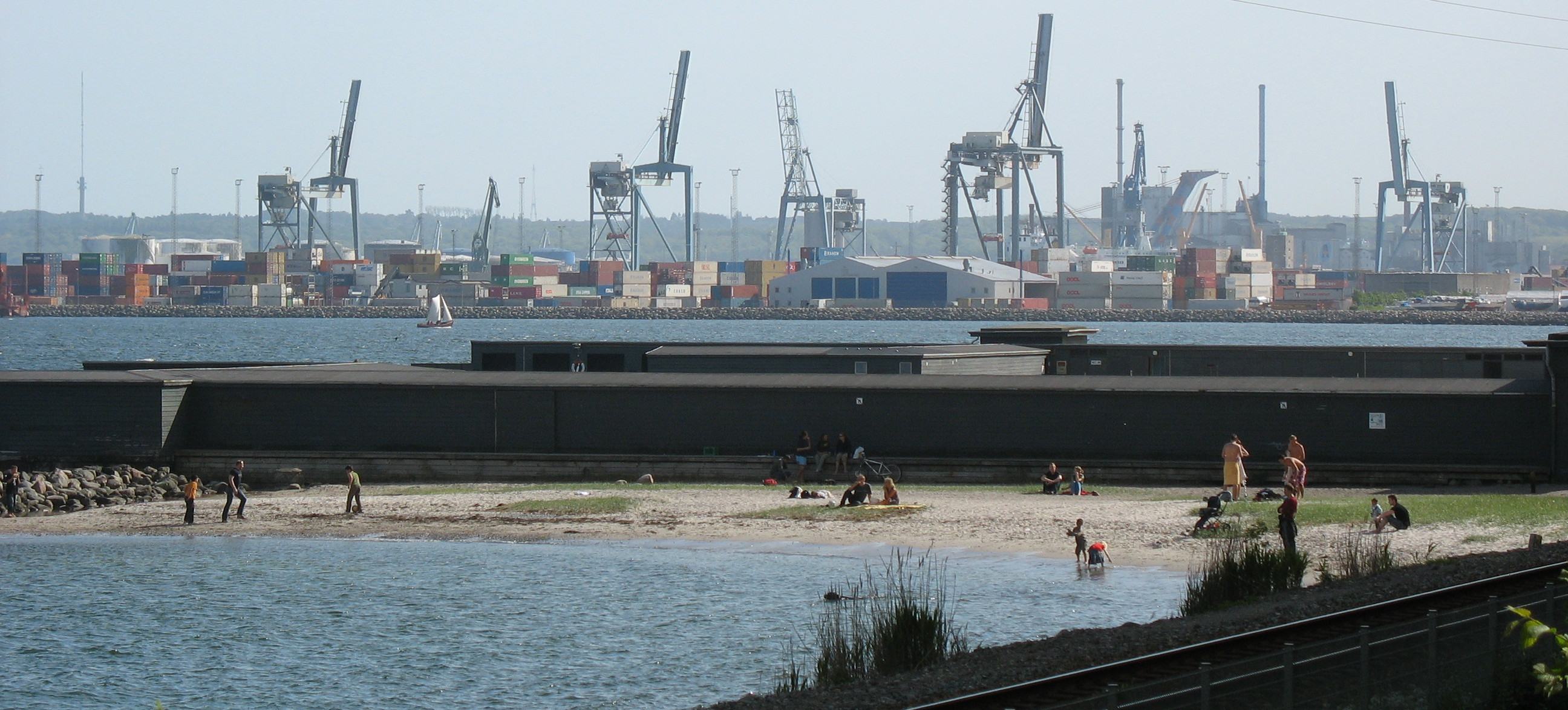
Hafen von Aarhus